# Награда Сатурн за најбољи међународни филм
Награда Сатурн за најбољи међународни филм додељивала се од 1979. до 1982. Након више од 20 година паузе, награда је почела поново да се додељује од 2006. Треба напоменути да се за ову категорију узимају у обзир и амерички и филмови из других земаља. До сада је најуспешнија земља Канада, са 4 освојене награде.
Следи списак награђених филмова и земаља:
| Година     | Филм                             | Земља                                          | Језик                                      |
| ---------- | -------------------------------- | ---------------------------------------------- | ------------------------------------------ |
| 1979.      | Вечера за Адел                   | Чехословачка                                   | чешки                                      |
| 1980.      | Скенери                          | Канада                                         | енглески                                   |
| 1981.      | Потрага за ватром                | Француска · Канада · Сједињене Америчке Државе | плански                                    |
| 1982.      | Побеснели Макс 2: Друмски ратник | Аустралија                                     | енглески                                   |
| 1983—2005. | награда се није додељивала       | награда се није додељивала                     | награда се није додељивала                 |
| 2006.      | Панов лавиринт                   | Мексико                                        | шпански                                    |
| 2007.      | Заклетва                         | Канада · Уједињено Краљевство                  | енглески                                   |
| 2008.      | Отвори врата правом              | Шведска                                        | шведски                                    |
| 2009.      | Дистрикт 9                       | Јужноафричка Република                         | енглески                                   |
| 2010.      | Чудовишта                        | Уједињено Краљевство                           | енглески                                   |
| 2011.      | Кожа у којој живим               | Шпанија                                        | шпански                                    |
| 2012.      | Ловци на главе                   | Норвешка                                       | норвешки, дански, шведски, руски, енглески |
| 2013.      | Велики зли вукови                | Израел                                         | хебрејски                                  |
| 2014.      | Теорија свега                    | Уједињено Краљевство                           | енглески                                   |
| 2015.      | Турбо клинац                     | Канада · Нови Зеланд                           | енглески                                   |
| 2016.      | Слушкиња                         | Јужна Кореја                                   | корејски                                   |
| 2017.      | Бахубали 2: Завршетак            | Индија                                         | телугу                                     |
| 2018/19.   | Изгарање                         | Јужна Кореја                                   | корејски                                   |
| 2019/20.   | Паразит                          | Јужна Кореја                                   | корејски                                   |
| 2021/22.   | RRR                              | Индија                                         | телугу                                     |
| 2022/23.   | Сису                             | Финска                                         | енглески, фински                           |
| 2023/24.   | Годзила минус један              | Јапан                                          | јапански                                   |